# Ivano-Frankivsk rajon
Ivano-Frankivsk rajon (ukrainsk: Івано-Франківський район, tr. Ivano-Frankivskyj rajon) er et rajon (distrikt) i Ivano-Frankivsk oblast i Ukraine. Det har et areal på 3.913 km2
og et befolkningstal på 560.100 (2020) indbyggere. Hovedbyen er byen Ivano-Frankivsk.